# Calcificação

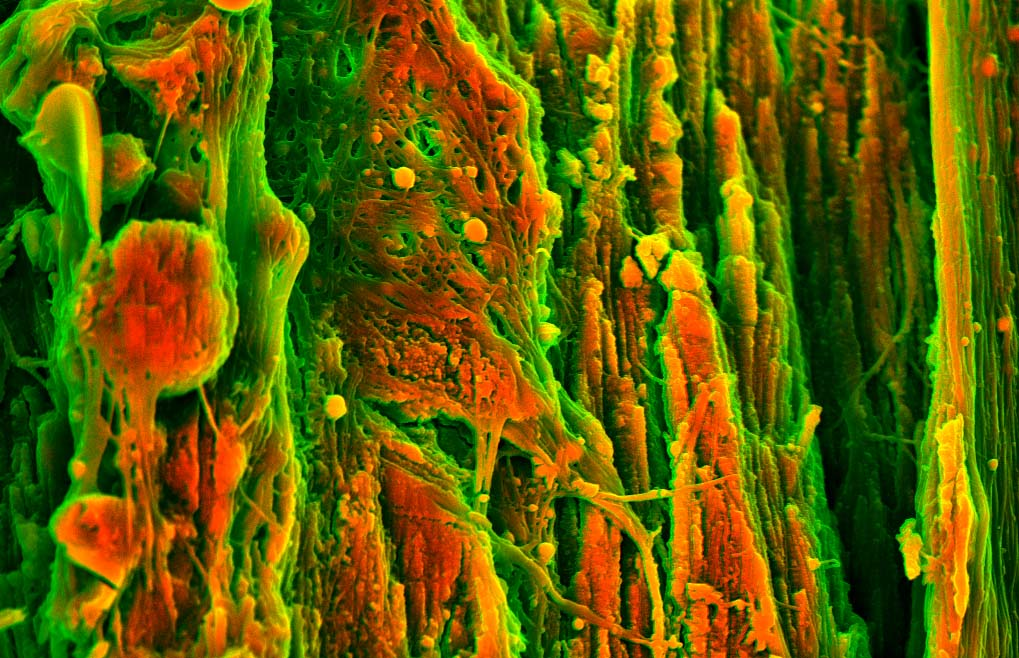
Carótida calcificada (laranja); magnificação: 4.94K.

Calcificação patológica é o processo no qual os sais de cálcio se acumulam nos tecidos moles (artérias, cartilagens, válvulas cardíacas, etc.), tornando-os mais rígidos. As calcificações podem ser classificadas de diferentes maneiras.
O termo calcificação patológica é utilizado quando ocorrem alterações metabólicas celulares que levam à deposição de sais, principalmente de cálcio, em locais onde não é comum tal processo, ou seja, uma calcificação fora do tecido ósseo, devido a uma alteração da atividade normal do corpo.

## Doenças relacionadas
Quando a calcificação ocorre no trato urinário, esse processo resulta em cálculos urinários. Tal processo é facilitado caso o meio seja alcalino e possua grande concentração de carbonato de cálcio e fosfato de cálcio.

## Classificação

### Calcificação distrófica
Quando ocorre o acúmulo de sais em tecidos previamente lesados. A aterosclerose, por exemplo, facilita a deposição de sais e a consequente formação de placas. No entanto, a calcificação distrófica não traz maiores consequências para o local.

Calcificação distrófica em um bovino

### Calcificação metastática (ou discrásica)
Quando ocorre um aumento anormal do teor de cálcio no sangue (hipercalcemia), não necessitando de uma lesão prévia. Tal aumento causa a precipitação do íon cálcio ao se unir com o fosfato. Esse processo pode ocorrer em diversos tecidos do corpo, chegando a comprometer suas funções.

### Calculose ou Litíase
Calcificação em estruturas tubulares diferentes de vasos sanguíneos. Ex.: Cálculos de oxalato de cálcio (cálculo nos rins).